# Александра (филм)
Александра је српски филм из 2019. године у режији Саше Радојевића. Премијера је одржана 26. фебруара 2019. године на 47. ФЕСТ-у у оквиру програмске целине „Фест представља“, након чега је приказан и на низу филмских фестивала у Србији (Сопот, Врњачка Бања, Ниш итд.). Од 31. октобра 2019. године филм је кренуо и са биоскопском дистрибуцијом у Комбанк дворани.

## Радња
Филм истражује сложену динамику између мајке и ћерке, Драгиње и Александре, које се нађу у емотивном троуглу са истим мушкарцем – шармантним, али непоузданим Радетом. Обе жене, иако на различитим животним тачкама, траже излаз из свакодневне монотоније, осећаја празнине и емотивне несигурности. Александра је у потрази за сопственим идентитетом и самосталношћу, док се Драгиња, иако успешна у вођењу породичног посла, бори са контролом над личним осећањима и нарушеним односом са кћерком. Кроз ову интимну причу, филм приказује суптилне борбе између блискости, контроле и потребе за личном слободом.

## Улоге
| Глумац              | Улога           |
| ------------------- | --------------- |
| Јелена Шушњар       | Александра      |
| Милутин Милошевић   | Раде            |
| Татјана Венчеловски | Драгиња         |
| Љума Пенов          | Ружица          |
| Дубравка Ковјанић   | Дубравка        |
| Саша Радојевић      | Саша            |
| Анђелија Вујовић    | Ана             |
| Ђурђа Тасић         | Милица          |
| Милица Спадијер     | Андреа          |
| Борис Властелица    | Младић на клупи |